# 山城ヤサカ交通
山城ヤサカ交通株式会社（やましろヤサカこうつうかぶしきがいしゃ）は、京都府京田辺市に本社を置くタクシー会社。ヤサカグループに属する。

## 概要
1975年(昭和50年)7月25日に設立された。本社のある京田辺市を中心に、京都市や京都市以南の山城地域においてタクシーを運行している。車両は黒塗りのトヨタ・クラウンをはじめ、トヨタ・ジャパンタクシーなども保有・運行している。タクシーの天井に載っている行灯は白色丸型で、緑色の三つ葉のクローバーが描かれている。
京都市を除いた京都府南部地域では最多となる140台の車両を保有している。

## 営業概要
- 配車エリア - 京都市、宇治市、木津川市、京田辺市、城陽市、八幡市、久御山町、笠置町、精華町、南山城村、和束町、井手町、宇治田原町
- 保有車両 - トヨタ・クラウン、トヨタ・クラウンコンフォート、トヨタ・ジャパンタクシー、その他ジャンボタクシーも保有。